# Disclisioprocta sitellata
Disclisioprocta sitellata là một loài bướm đêm trong họ Geometridae.